# Калјумет (Минесота)
Калјумет (енгл. Calumet) град је у америчкој савезној држави Минесота.

## Демографија
По попису из 2010. године број становника је 367, што је 16 (-4,2%) становника мање него 2000. године.
| Група             | 2000.       | 2010.       |
| Белци             | 361 (94,3%) | 346 (94,3%) |
| Афроамериканци    | 0 (0,0%)    | 1 (0,3%)    |
| Азијати           | 1 (0,3%)    | 0 (0,0%)    |
| Хиспаноамериканци | 7 (1,8%)    | 6 (1,6%)    |
| Укупно            | 383         | 367         |